# Berlin-Lankwitz
Berlin-Lankwitz  est l'un des sept quartiers qui composent l'arrondissement de Steglitz-Zehlendorf du sud-ouest de la capitale allemande. Il a été intégré à Berlin lors de la réforme territoriale du Grand Berlin le 1er octobre 1920. Jusqu'à la formation de l'actuel arrondissement en 2001, il faisait partie de l'ancien district de Steglitz, situé à Berlin-Ouest pendant la séparation de la ville.
Ce quartier est également le siège de plusieurs départements de l'université libre de Berlin : pédagogie, communication, géosciences.

## Géographie

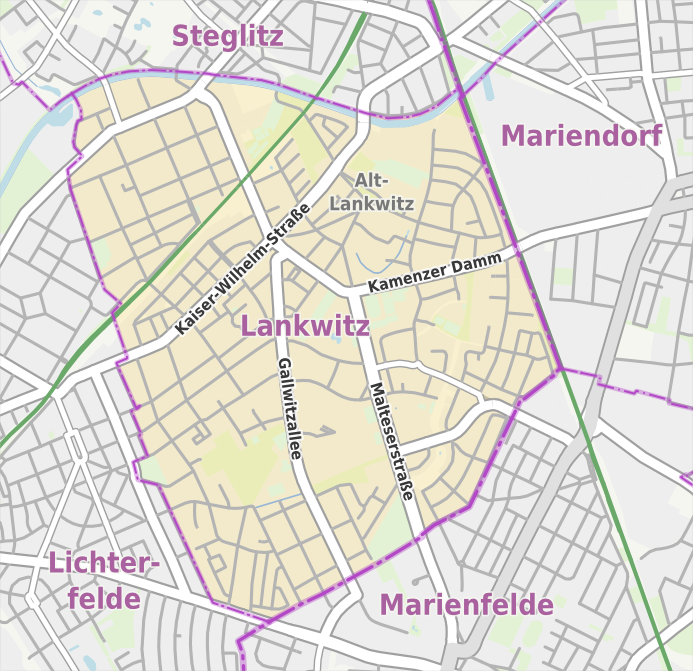
Carte de Lankwitz et des quartiers limitrophes.

Lankwitz se trouve dans l'est de l'arrondissement de Steglitz-Zehlendorf, proche de la limite de Tempelhof-Schöneberg le long de l'artère ferroviaire de Berlin à Dresde. Il confine au quartier de Steglitz avec Südende, au nord du canal de Teltow, et au quartier de Lichterfelde à l'ouest. Dans le nord-ouest, la voie ferrée de la ligne de Berlin à Halle (Anhalter Bahn) traverse le territoire du quartier. 
La localité est essentiellement constituée des parcelles avec des maisons familiales ou des immeubles locatifs, la région autour de la gare de Berlin-Lankwitz et de l'église de la Trinité (appelée familièrement Lankwitz Kirche) représentant le centre. Le cœur de l'ancien village (Alt-Lankwitz) est situé un peu plus au nord-est. 

## Population
Le quartier comptait 42 558 habitants le 1er janvier 2017 selon le registre des déclarations domiciliaires, c'est-à-dire 6 088 hab./km2.

## Histoire

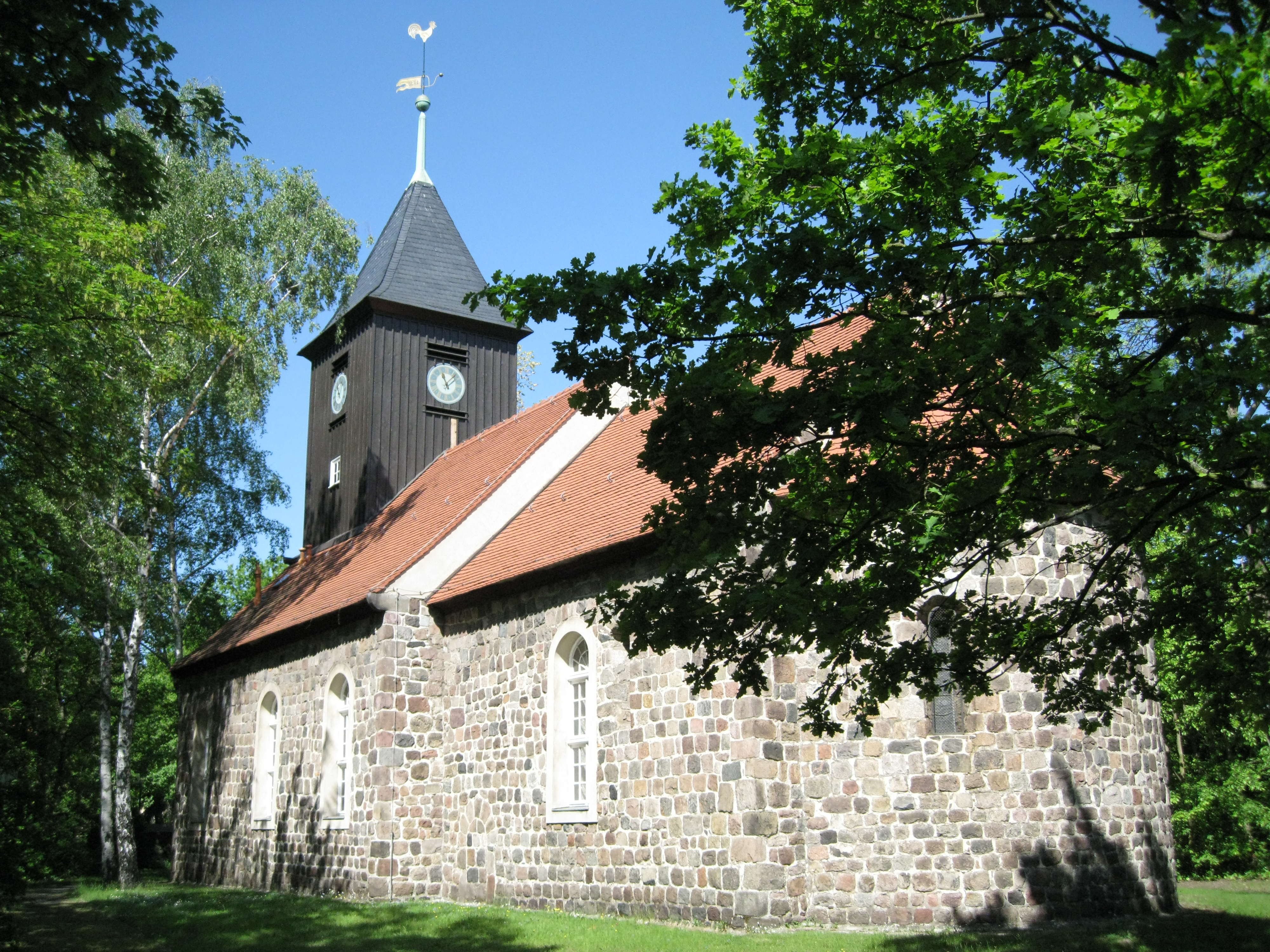
l'église du village.

La première trace écrite du lieu est attestée en 1239, deux ans après la première mention de Berlin-Cölln, sous le nom de Lankowice. Le village situé sur la route de Teltow à Köpenick remonte à une colonie slave ; le toponymie Lanke signifie une étendue d'eau stagnante (cf. Krumme Lanke). À ce temps, les margraves Jean Ier et Othon III de Brandebourg fit don du village paysan aux religieuses bénédictines à Spandau. Au cours du transfert, l'église du village fut construite et consacrée vers l'an 1250.
À la suite de la Réforme protestante dans la marche de Brandebourg, l'abbaye de Spandau fut supprimée. En 1574, l'électeur Jean II Georges a ordonné que Lankwitz devrait appartenir à la paroisse de Schöneberg. Son fils et successeur, Joachim III Frédéric, en 1602 a fait de l'église une filiale de Schöneberg. La paroisse autonome de Lankwitz n'a été érigée qu'en 1894.

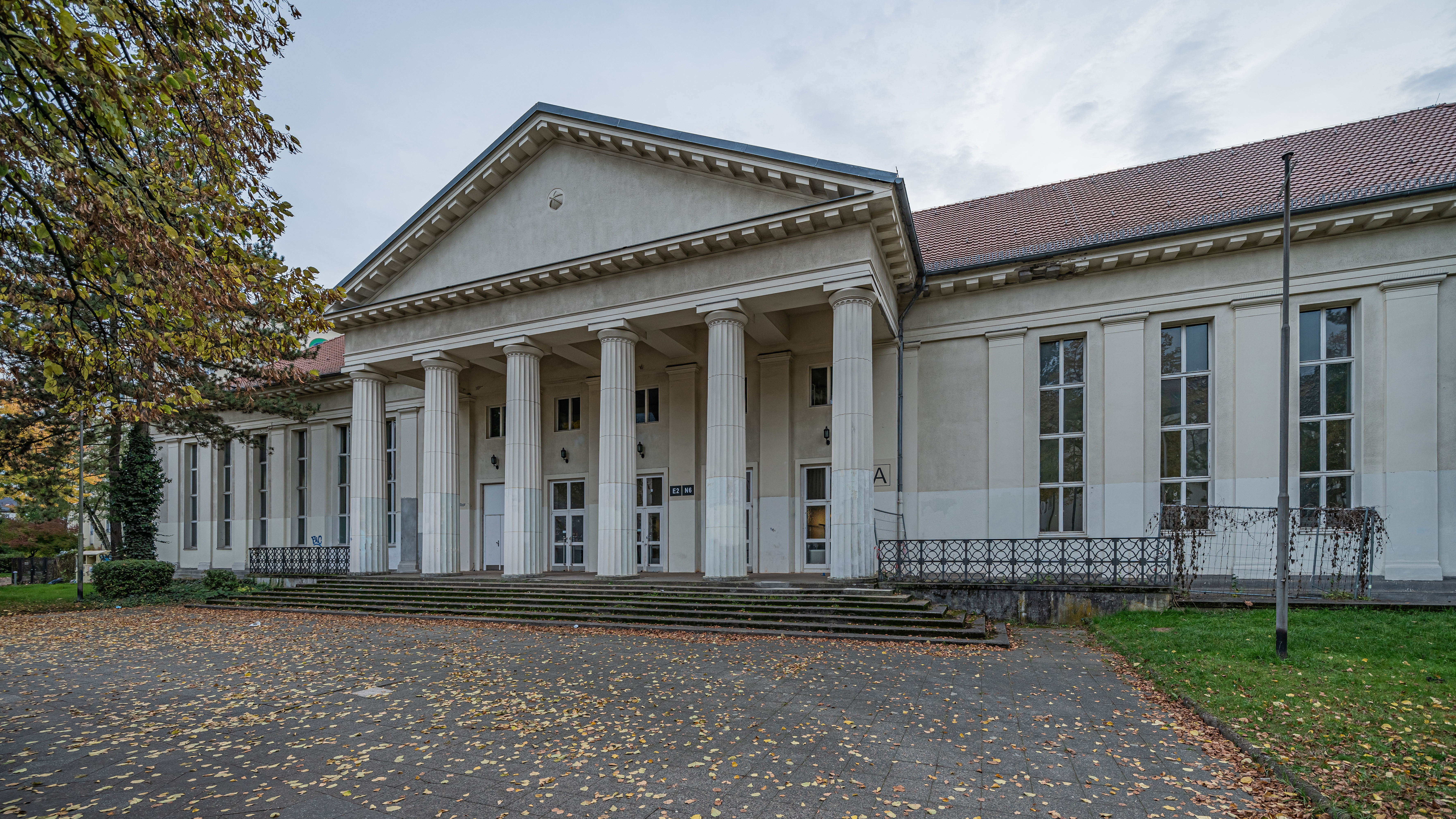
Le lycée Beethoven (Beethoven-Oberschule).

Dès la fin du XIXe siècle, après l'élévation de la cité de Berlin à la capitale de l'Empire allemand, un grand nombre de villas ont été construites dans les champs de l'ancien village. Il est intégré à Berlin en tant que quartier le 1er octobre 1920 à l'occasion de la réforme territoriale du Grand Berlin. Entre 1920 et 2000, il faisait partie du district de Steglitz. Lankwitz fut le siège éphémère de la Bauhaus sous la direction de Ludwig Mies van der Rohe après sa fermeture à Dessau en 1932. Le quartier a été sévèrement touchépar le bombardement de Berlin pendant la Seconde Guerre mondiale ; la vaste majorité des bâtiments ont été détruits.

## Transports

### Gares de S-Bahn
: 
Lankwitz

## Personnalités liées à Lankwitz
- Hanna Neumann (1914–1971), mathématicienne ;
- Arvo Pärt (né en 1935), compositeur , a vécu à Lankwitz de 1981 à 2008 ;
- Marianne Rosenberg (née en 1955), chanteuse ;
- Hajo Seppelt (né en 1963), journaliste et écrivain ;
- Mithat Demirel (né en 1978), joueur de basket-ball ;
- Maximilian Philipp (né en 1994), footballeur.